# Saving All My Love for You
«Saving All My Love for You» — пісня, написана Майклом Массером і Джеррі Гоффіном, спочатку записана Мерілін Макку та Біллі Девісом-молодшим для їхнього альбому Marilyn & Billy (1978). Американська співачка Вітні Х'юстон записала його для свого однойменного дебютного студійного альбому (1985). Була випущена 13 серпня 1985 року лейблом Arista Records як другий сингл з альбому в Сполучених Штатах і третій у світі.
Версія Х'юстон "Saving All My Love for You" викликала позитивну реакцію критиків, рецензенти високо оцінили її мелодійність і її вокальне виконання та вибрали її одним із найяскравіших моментів альбому. Пісня стала світовим успіхом і стала комерційним проривом для Х’юстон, очоливши чарти в чотирьох країнах і досягнувши топ-10 в інших регіонах. Ця пісня стала її першою піснею, яка очолила американський Billboard Hot 100, пробувши там протягом одного тижня, і отримала платиновий сертифікат RIAA за продажі понад 1 мільйон копій. На 28-й щорічній церемонії вручення премії "Греммі" він переміг у номінації "Найкраще жіноче вокальне поп-виконання".

## Передумови та випуск
«Saving All My Love for You» була написана Майклом Массером і Джеррі Гоффіном у 1970-х роках і спочатку записаний з Мерилін Макку та Біллі Девісом молодшим на їхньому альбомі «Marilyn and Billy» (1978). Багато років потому Массер вперше побачив Вітні, коли він зайшов у нью-йоркський клуб Sweetwater на запрошення президента Arista Records Клайва Девіса, і вона співала одну з його пісень «The Greatest Love of All». Після свого виступу співачка сказала Массеру, що ця пісня була однією з її улюблених, а пізніше Аріста обрала Массера для створення кількох треків для однойменного дебюту Х’юстон. Отримавши правильний емоційно вразливий варіант від Х’юстон, продюсер гарантував їй, що вона стане «жіночою піснею», тобто жінки відчують особливу прихильність до цієї пісні.
Після успіху її попереднього синглу «You Give Good Love» лейбл спочатку не думав про випуск «Saving All My Love for You» як наступного синглу. Коли Массер почув, що інший сингл, окрім пісні, розглядається для наступного синглу, він уклав дружню парі з Девісом під час одного з виступів Х'юстон у театрі Roxy в Лос-Анджелесі. Він запропонував, що якщо всі жінки піднімуться на ноги, коли Х'юстон заспіває «Saving...», то Девіс погодиться, що це має бути наступний сингл. Зрештою, пісня була випущена як другий сингл у Сполучених Штатах і третій сингл у всьому світі.

## Рецепція

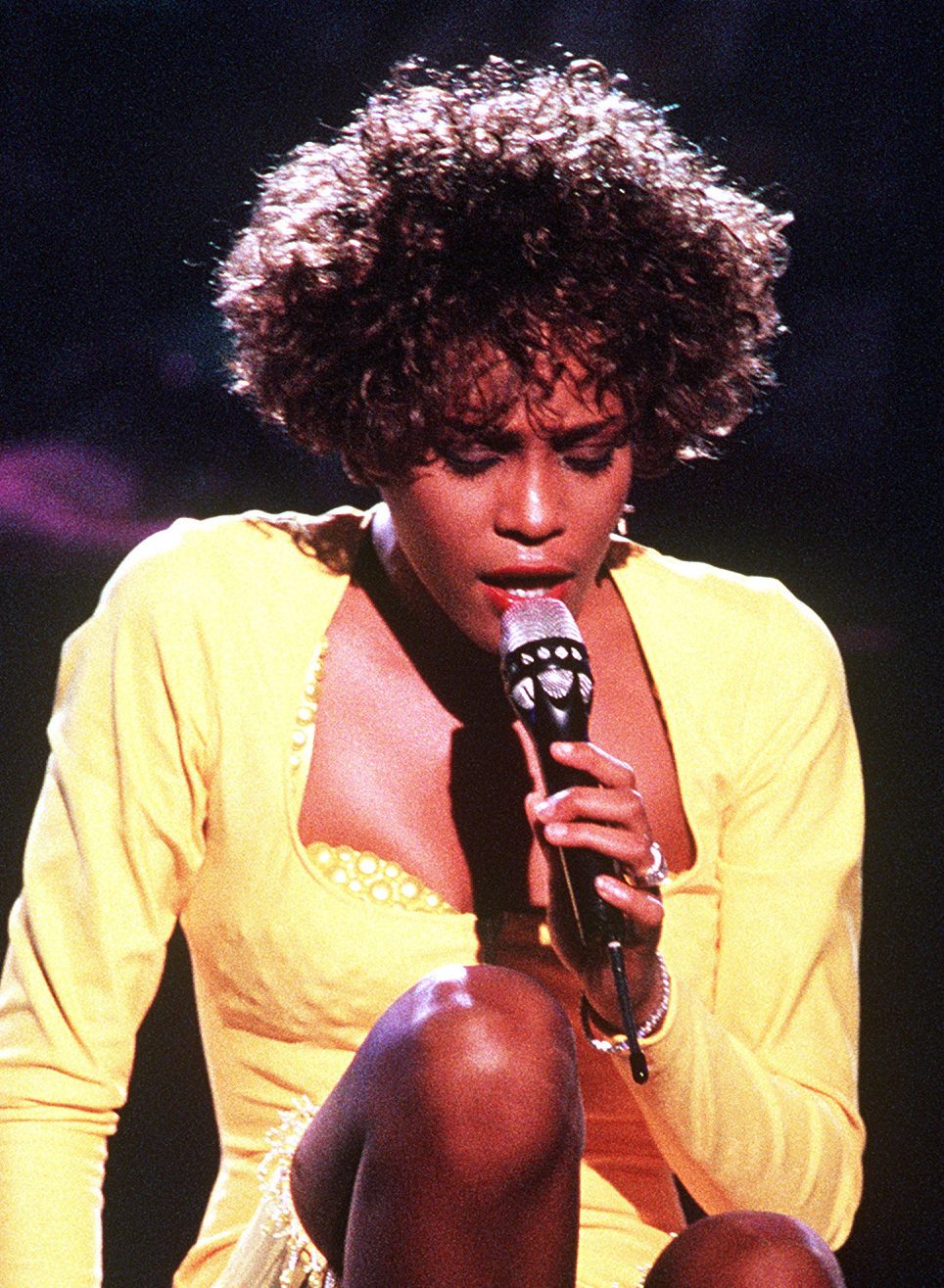
Х'юстон виконує пісню під час свого концерту, який транслював телеканал HBO "Welcome Home Heroes with Whitney Houston"

«Saving All My Love for You» отримала схвалення критиків. Стівен Томас Ерлевайн з AllMusic вибрав пісню як кульмінацію альбому, написавши, що пісня «розповідає повільно та спокусливо». Дейв Хітон з PopMatters похвалив Вітні за те, що вона «співає як «інша жінка», посилюючи драму, не перестараючись». Ліам Лейсі з The Globe and Mail написав, що «Saving All My Love for You», «Greatest Love Of All» і «Hold Me» «це одні з найпрекрасніших поп-співів на вінілі з часів слави Діонн Ворвік». Sputnikmusic назвав її «найсексуальнішою, найромантичнішою піснею на платівці». Бред Вейт з Vibe назвав її «голіафом», написавши, що ця пісня «була свіжою порцією передчасного таланту порівняно з м’яким присмаком ритм-енд-блюзу 1985 року». Los Angeles Times високо оцінив її вокальне виконання, написавши, що «це має означати номінацію на Греммі».

## Музичне відео
Музичне відео було знято Стюартом Ормом і знято в Лондоні, де Х'юстон проводила промо-тур. Розповідь музичного відео відповідає темі пісні: героїня Вітні — музикант, який емоційно пов’язаний зі своїм одруженим продюсером, якого грає американський актор Рікко Росс. У фіналі він повернувся до своєї дружини та сім’ї, залишивши її («іншу жінку») романтично на холоді.
Під час релізу тема подружньої зради у відео викликала багато суперечок у ЗМІ, що змусило Х’юстон наполягати: «Я ніколи не могла бачити себе в такому становищі. Я б не стала просто брати все, що хтось хоче мені дати, особливо якщо я багато йому даю, але не отримую стільки назад. Я ніколи не могла би опинитися в такій ситуації, але хтось інший може. Відео розповідає історію, але це аж ніяк не моя історія». Це також було перше музичне відео Вітні, яке було показано на MTV після того, як канал спочатку відхилив її попереднє відео на пісню «You Give Good Love» через те, що воно «занадто R&B», але відтворив відео на пісню «Saving», оскільки ця пісня була надто високою. популярний для ігнорування, заявивши: «Мені подобається, коли у них немає іншого вибору крім як грати» в інтерв’ю MTV 2001 року. Незважаючи на суперечки, відео виграло «Улюблене відео в жанрі соул/ритм-енд-блюз» на American Music Awards 1986 року. Станом на листопад 2023 відео зібрало понад 70 мільйонів переглядів і 325 тисяч лайків на YouTube.

## Живі виступи

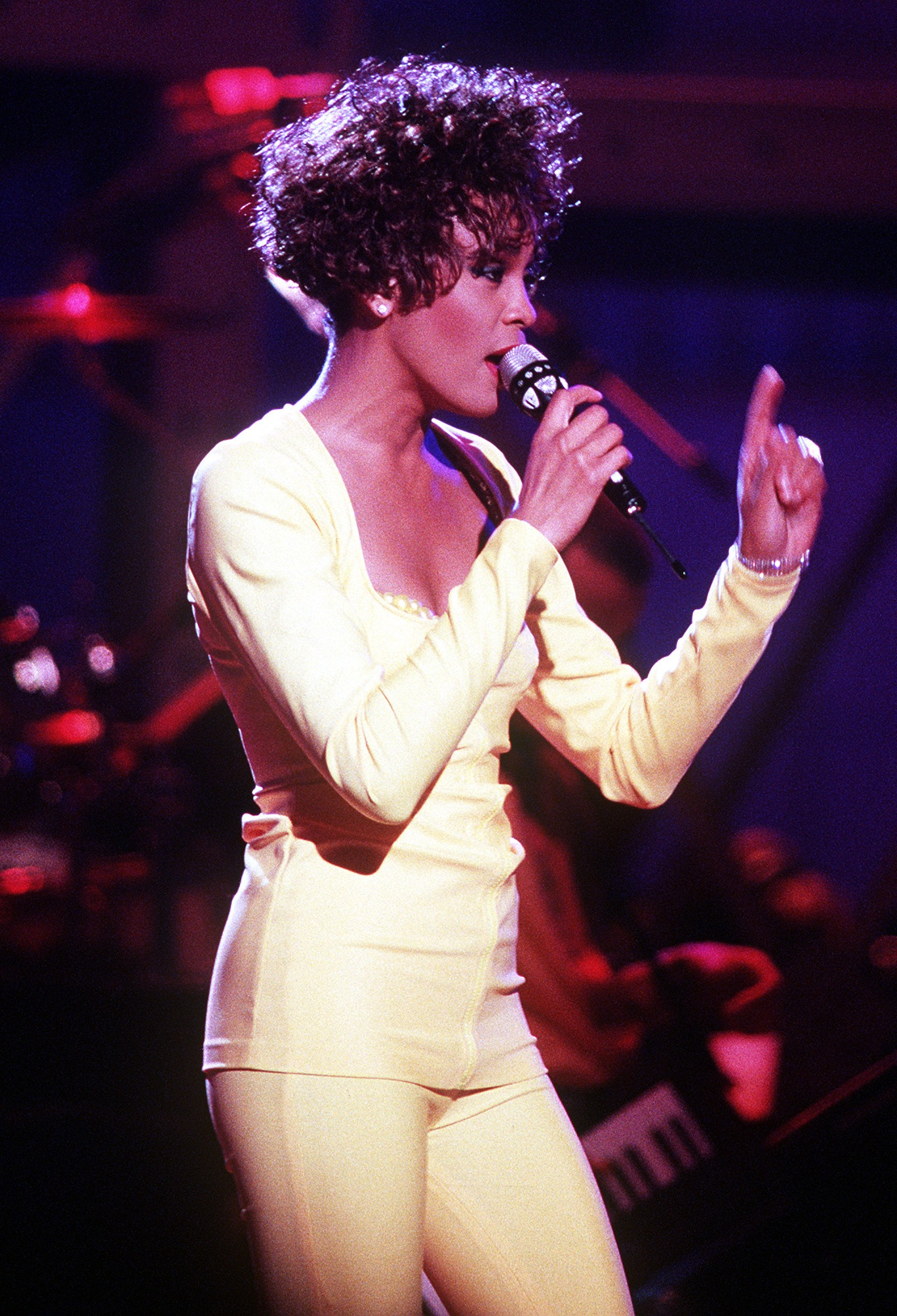
Х'юстон виконує трек у 1991 році

Вітні виконувала пісню «Saving All My Love for You» у кількох місцях. Уїтні виконала цей трек на 28-й щорічній церемонії «Греммі», а пізніше отримала нагороду за найкраще жіноче поп-вокальне виконання. Її виконання балади на церемонії GRAMMY принесло їй Еммі за видатне індивідуальне виконання в естрадній або музичній програмі. Вона також виконала пісню на Late Night with David Letterman у 1985 році. Цифровий шпигун і VH1 вважали цей виступ одним з її найкращих живих виступів. Тоді як Ліам О'Брайен з Digital Spy написав: «У цьому впевненому виступі на Late Night With David Letterman її вокальна гімнастика приголомшила ведучого», Марк Грем з VH1 просто вибрав це як її третє найкраще живе виконання.
Вона також включила цей трек у всі свої концертні тури: The Greatest Love World Tour (1986), Moment of Truth World Tour (1987–1988), Feels So Right Tour (1990), I'm Your Baby Tonight World Tour (1991), The Bodyguard World Tour (1993–1994), Pacific Rim Tour (1997), The European Tour (1998), My Love Is Your Love World Tour (1999), Soul Divas Tour (2004) і в її останньому турі Nothing but Love World Tour (2009–2010). «Saving All My Love for You» також було додано до сет-листа її першого сольного телевізійного концерту та випуску DVD / відео «Welcome Home Heroes with Whitney Houston» (1991) та до її другого DVD/відео «Whitney: The Concert for a». Нова Південна Африка (1994).

## Персоналії
- Майкл Массер, Джеррі Гоффен – поети
- Вітні Х'юстон – головний вокал
- Ден Хафф, Луїс Шелтон, Пол Джексон мл. – гітара
- Натан Іст – бас-гітара
- Роббі Бьюкенен, Ренді Кербер, Річард Маркс – клавішні
- Деббі Томас, Орен Вотерс, Максін Віллард Вотерс, Джулія Тілман Вотерс — бек-вокал
- Том Скотт – саксофон соло
- Джон Робінсон – ударні
- Майкл Массер – продюсер
- Джин Пейдж – аранжувальник
- Білл Шні – мікшер
- Майкл Манчіні, Рассел Шмітт – інженери